# Troubky (Troubky-Zdislavice)
Troubky je severní část obce Troubky-Zdislavice v okrese Kroměříž. Prochází zde silnice II/428. Je zde evidováno 140 adres. Trvale zde žije 314 obyvatel.
Troubky je také název katastrálního území o rozloze 6,92 km2.

## Historie
První písemná zmínka o obci pochází z roku 1281.

## Obyvatelstvo

### Struktura
Vývoj počtu obyvatel za celou obec i za jeho jednotlivé části uvádí tabulka níže, ve které se zobrazuje i příslušnost jednotlivých částí k obci či následné odtržení.
| Místní části   | Místní části | 1869 | 1880 | 1890 | 1900 | 1910 | 1921 | 1930 | 1950 | 1961 | 1970 | 1980 | 1991 | 2001 | 2011 |
| -------------- | ------------ | ---- | ---- | ---- | ---- | ---- | ---- | ---- | ---- | ---- | ---- | ---- | ---- | ---- | ---- |
| Počet obyvatel | část Troubky | 647  | 603  | 570  | 602  | 620  | 604  | 613  | 505  | 488  | 441  | 393  | 337  | 314  | 277  |
| Počet domů     | část Troubky | 89   | 96   | 102  | 107  | 111  | 116  | 134  | 135  | 211  | 129  | 115  | 129  | 128  | 127  |

## Pamětihodnosti
- Socha sv. Jana Nepomuckého
- Zvonice na návsi

## Další fotografie

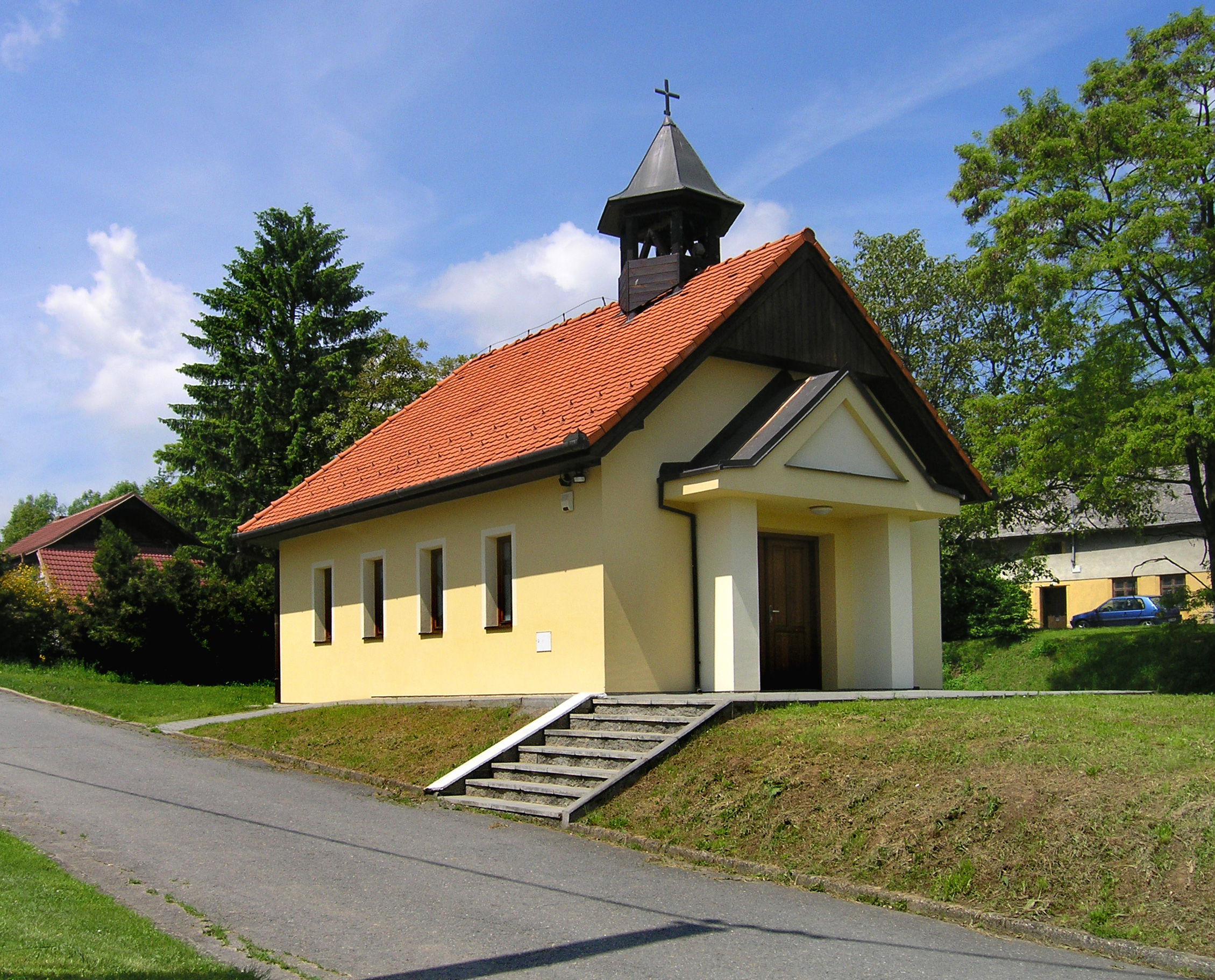
Nový kostel
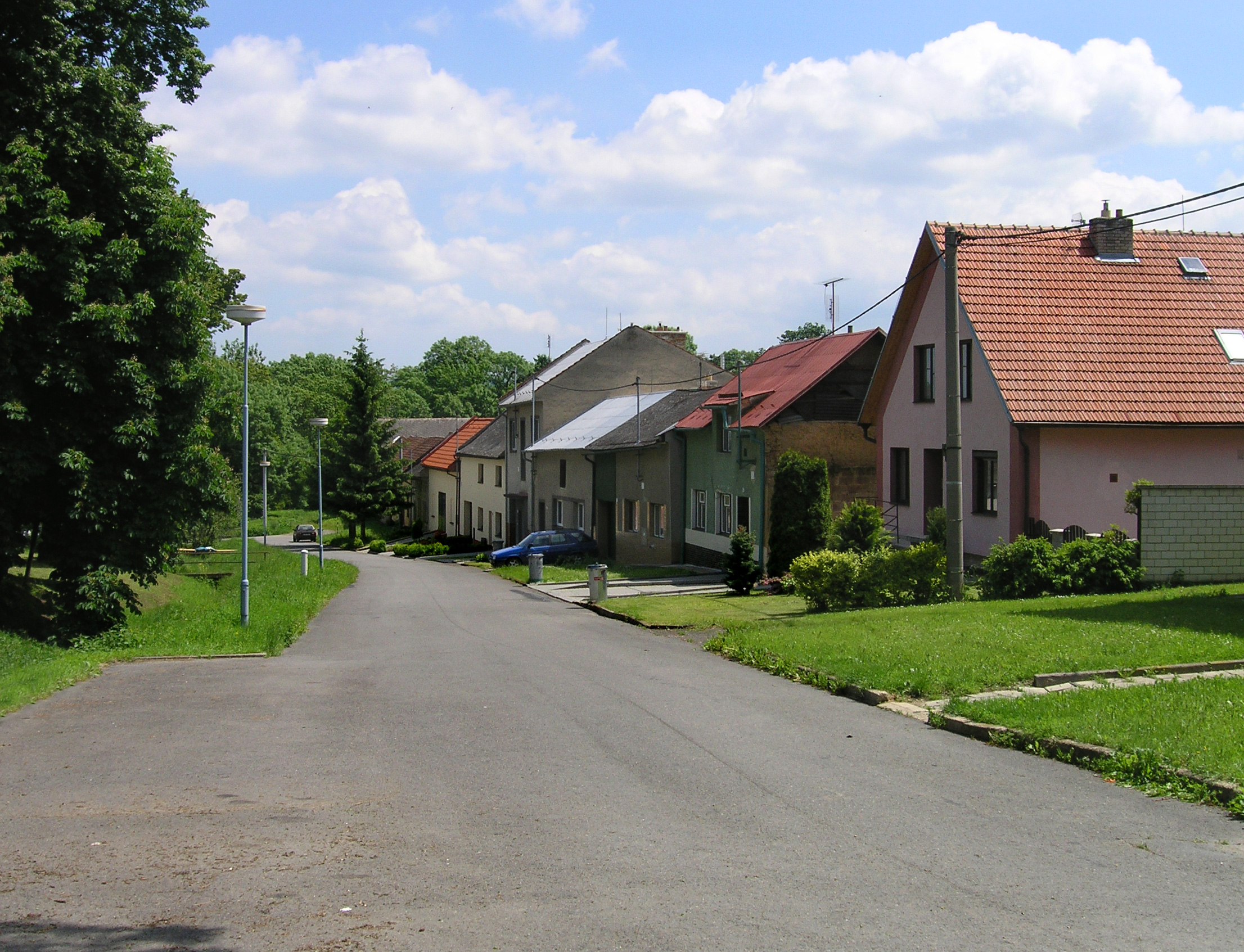
Náves